# Wypędzenie przekupniów ze świątyni (obraz El Greca z 1575)
Wypędzenie przekupniów ze świątyni – obraz autorstwa hiszpańskiego malarza pochodzenia greckiego Dominikosa Theotokopulosa, znanego jako El Greco. Obraz sygnowany w języku greckim: ΔΟΜ'ΗΝΙΚΟC ΘΕΟΤΟΚ'ΟΠΟΥΔΟC ΚΡ'ΗC ÈΠΟ'ΙΕΙ (Domenikos Theotokopoulos Cretan made)

Pierwsza wersja Wypędzenia przekupniów ze świątyni z 1570 roku

Obraz powstał w Rzymie i jest jedną z sześciu znanych kopii obrazów podejmujących temat Chrystusa wypędzającego przekupniów oraz jedną z dwóch podpisanych wersji. Sygnatura znajduje się z lewej strony, wykonana greckimi literami: "Domenikos Teotokaopoulos Kres E Poiei". Był jednym z czterech obrazów znajdujących się w spisie inwentaryzacyjnym sporządzonym po śmierci malarza przez jego syna Jorge Manuela w 1614 roku i ponownie wraz z dokładnymi wymiarami w 1621 roku. El Greco przywiózł obraz z Włoch do Toledo i pozostał w jego kolekcji aż do śmierci.

## Geneza
Temat obrazu podejmuje motyw opisany w Nowym Testamencie w Ewangelii Jana: 

Zbliżała się pora Paschy żydowskiej i Jezus udał się do Jerozolimy. W świątyni napotkał siedzących za stołami bankierów oraz tych, którzy sprzedawali woły, baranki i gołębie. Wówczas sporządziwszy sobie bicz ze sznurków, powypędzał wszystkich ze świątyni, także baranki i woły, porozrzucał monety bankierów, a stoły powywracał. Do tych zaś, którzy sprzedawali gołębie, rzekł: "Weźcie to stąd, a nie róbcie z domu mego Ojca targowiska!" (J.2, 13-17)

## Opis obrazu
El Greco malując nową wersję Wypędzenia przekupniów ze świątyni oparł się na wcześniejszej wersji waszyngtońskiej namalowanej w Wenecji. Wykorzystał tę samą kompozycję, postacie mają niezmienione pozy; tak jak wcześniej postać Jezusa oddziela grzeszników z lewej strony od uczniów z prawej. Jednakże obraz cechuje większa dojrzałość. Na pierwszym planie handlarka gołębi, niby ta sama, lecz już nie przypomina wypoczywającej Wenus ale, dzięki bardziej masywnej budowie ciała, sykstyńską Sybillę. Draperia jej szaty jest znacznie wyżej podciągnięta na piersi. Artysta zrezygnował ze zbędnych szczegółów: zniknęła martwa natura u dołu obrazu, a w górnej części brak rzeźb we wnękach i innych szczegółów architektonicznych. Masywne kolumny w tle stanowią całość kompozycyjną ze sceną rozpędzenia, przeciwnie niż w pierwotnej wersji. Zamiłowanie do architektury rzymskiej El Greca ujawnia się w przedstawieniu długiego rzędu arkad, wysokich fasad i otwartej loggii o wypukłym architrawie.
Na pierwszym planie po prawej stronie El Greco wprowadził nowy element: głowy czterech mężczyzn, coś na wzór podobizn donatorów na obrazach kościelnych. Pierwotnie głowy były namalowane na osobnym płótnie i dopiero później naniesione na obraz, by równoważyły kompozycję. Postacie nie są ze sobą powiązane, nie ma między nimi więzi. Każda z nich spogląda w inną stronę, głowy zachodzą na siebie. Wszyscy czterej mężczyźni odegrali za to bardzo ważną rolę w życiu artysty. Są to czterej wielcy mistrzowie malarstwa włoskiego: Tycjan (na pierwszym planie z mycką na głowie, z wklęsłymi skroniami z opadającym nosem), Michał Anioł (drugi od lewej, wzorowany prawdopodobnie na portrecie Marcella Venustiego), Giulio Clovio (tu z twarzą bardziej wydłużoną niż na innym portrecie również autorstwa El Greca) i Rafael Santi. Co do ostatniego portretu istnieją pewne wątpliwości czy jest to podobizna Rafaela; jego twarz jest bardziej pełna a nos bardziej orli niż na znanych autoportretach Włocha. Niektóre źródła identyfikują czwarty portret z Correggiem. El Greco umieścił również własny autoportret. Jego twarz można dojrzeć w tłumie: jest to wysoki mężczyzna w turbanie.

## Proweniencja
Obraz znajdował się w Duke of Buckingham Collection (York Haus) a następnie w William Hood Dunwoody Fund, skąd został wypożyczony do Minneapolis Institute of Arts.